# Edward Walter Maunder
Edward Walter Maunder (Londra, 12 aprile 1851 – Londra, 21 marzo 1928) è stato un astronomo britannico.
Ricordato soprattutto per i suoi studi sulle macchie solari e sul ciclo magnetico del Sole che portò alla scoperta del periodo, compreso tra il 1645 e il 1715 noto come minimo di Maunder. Era inoltre uno stimato studioso della Bibbia.

## Biografia
Nacque a Londra, figlio più piccolo di un ministro della Società Wesleyana. Frequentò il King's College di Londra senza mai diplomarsi. Ottenne un lavoro in una banca della città per finanziare i suoi studi. Nel 1873 ritornò all'Osservatorio Reale, ottenendo un posto come assistente di spettroscopia. Parte del suo lavoro riguardava fotografare e misurare le macchie solari, e nel far questo osservò che la latitudine solare su cui apparivano le macchie variava regolarmente nel corso di 11 anni. Nel 1904 pubblicò i suoi risultati sotto forma di un diagramma a "farfalla". Dopo il 1891, fu assistito nel suo lavoro dalla sua seconda moglie, Annie Scott Dill Maunder, un matematico educato al Girton College di Cambridge. Era una delle "donne computer" che lavoravano all'Osservatorio tra il 1890 e il 1895.
Dopo aver studiato il lavoro di Gustav Spörer, che aveva identificato un periodo tra il 1400 e il 1510 in cui le macchie solari si erano diradate (il "Minimo di Spörer"), esaminò vecchie registrazioni dell'archivio dell'osservatorio per determinare se ci fossero stati altri periodi simili. Questi studi lo portarono, nel 1893, ad annunciare la scoperta del periodo che ora porta il suo nome.
Osservò inoltre il pianeta Marte, e fu sempre scettico sui canali di Marte. Condusse infatti un esperimento che lo portò a concludere che i suddetti canali altro non erano che un'illusione ottica. Era anche convinto che non ci potesse essere vita simile a quella terrestre su Marte, dato che la temperatura media è troppo bassa.
Nel 1890, Maunder fu uno dei più forti sostenitori della fondazione della British Astronomical Association. Nonostante fosse lui stesso membro della Royal Astronomical Society dal 1875, voleva un'associazione di astronomi aperta a qualsiasi persona anche solo interessata all'astronomia e proveniente da qualsiasi classe sociale, e, soprattutto, aperta alle donne. In seguito, sua moglie Annie fu una delle prime donne ad entrare a far parte della Royal Astronomical Society, nel 1916. Maunder fu il primo editore del Giornale della BAA, un compito in seguito assunto dalla moglie. Suo fratello maggiore, Thomas Frid Maunder, fu cofondatore e per 38 anni segretario dell'Associazione.
Maunder si sposò due volte. Nel 1875 con Edith Hannah Bustin, che gli diede cinque figli. Nel matrimonio con Annie Russel, invece, non nacquero figli.

### Riconoscimenti
Gli sono stati dedicati un cratere di 107,5 km di diametro sul pianeta Marte, uno di 55 km sulla Luna, quest'ultimo dedicato anche alla seconda moglie ed un asteroide, 100940 Maunder.